# Prințesa Maria Cristina a celor Două Sicilii
Prințesa Maria Cristina de Bourbon-Două Sicilii (Maria Cristina Carolina Pia; 10 aprilie 1877 – 4 octombrie 1947) a fost Mare Ducesă de Toscana din 28 februarie 1942 până în 4 octombrie 1947 ca soție a Arhiducelui Petru Ferdinand, Prinț de Toscana.  

## Familie
Maria Cristina a fost fiica Prințului Alfonso de Bourbon-Două Sicilii și a soției acestuia, Prințesa Antonietta a celor Două Sicilii.

## Căsătorie și copii
La 8 noiembrie 1900, la Cannes, Maria Cristina s-a căsătorit cu Arhiducele Petru Ferdinand de Austria, Prinț de Toscana, al patrulea copil și al treilea fiu al lui Ferdinand al IV-lea, Mare Duce de Toscana și a Prințesei Alice de Parma. Maria Cristina și Petru Ferdinand au avut patru copii:
1. Arhiducele Gottfried de Austria, Prinț de Toscana (14 martie 1902 - 21 ianuarie 1984) căsătorit cu Prințesa Dorothea Therese de Bavaria; au avut următorii copii:
  1. Arhiducesa Elisabeta de Austria, Prințesă de Toscana (n. 2 octombrie 1939)
  2. Arhiducesa Alice de Austria, Prințesă de Toscana (n. 29 aprilie 1941)
  3. Arhiducele Leopold Franz de Austria, Prinț de Toscana (n. 25 octombrie 1942)
  4. Arhiducesa Maria Antoinette de Austria, Prințesă de Toscana (n. 16 septembrie 1950)
2. Arhiducesa Helena de Austria, Prințesă de Toscana (30 octombrie 1903 - 8 septembrie 1924) căsătorită cu Philipp Albrecht, Duce de Württemberg; au avut următorii copii:
  1. Ducesa Maria Christina de Württemberg (n. 2 septembrie 1924)
3. Arhiducele Georg de Austria, Prinț de Toscana (22 august 1905 - 21 martie 1952) căsătorit cu contesa Marie Valerie de Waldburg-Zeil-Hohenems; au avut următorii copii:
  1. Arhiducele Guntram de Austria, Prinț de Toscana (19 august 1937 - 21 aprilie 1944)
  2. Arhiducele Radbot de Austria, Prinț de Toscana (n. 23 septembrie 1938)
  3. Arhiducesa Marie Christine de Austria, Prințesă de Toscana (8 aprilie 1941 - 4 ianuarie 1942)
  4. Arhiducesa Walburga de Austria, Prințesă de Toscana (n. 23 iulie 1942)
  5. Arhiducesa Verena de Austria, Prințesă de Toscana (21 iunie 1944 - 5 ianuarie 1945)
  6. Arhiducele Johann de Austria, Prinț de Toscana (n./d. 27 decembrie 1946)
  7. Arhiducesa Katharina de Austria, Prințesă de Toscana (n. 24 aprilie 1948)
  8. Arhiducesa Agnes de Austria, Prințesă de Toscana (n. 20 aprilie 1950)
  9. Arhiducele Georg de Austria, Prinț de Toscana (n. 28 august 1952)
4. Arhiducesa Rosa de Austria, Prințesă de Toscana (22 septembrie 1906 - 17 septembrie 1983) căsătorită cu Philipp Albrecht, Duce de Württemberg; au avut următorii copii:
  1. Ducesa Helene de Württemberg (n. 29 iunie 1929)
  2. Ducele Ludwig Albrecht de Württemberg (n. 23 octombrie 1930)
  3. Ducesa Elisabeta de Württemberg (n. 2 februarie 1933)
  4. Ducesa Maria Theresa de Württemberg (n. 12 noiembrie 1934)
  5. Carl, Duce de Württemberg (n. 1 august 1936)
  6. Ducesa Maria Antonia de Württemberg (31 august 1937 - 12 noiembrie 2004)